# Emanuele Pugliese

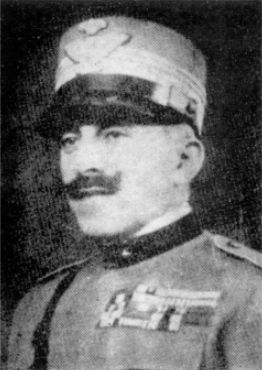
Emanuele Pugliese

Emanuele Pugliese (geboren 11. April 1874 in Vercelli; gestorben 26. September 1967 in Rom) war ein italienischer General.

## Leben
Pugliese stammte aus einem piemontesischen jüdischen Elternhaus. Nach der jüdischen Emanzipation im Königreich Italien, die auch jüdischen Personen den Militärdienst erlaubte, entschied er sich für eine militärische Karriere. Er nahm in seiner militärischen Laufbahn zunächst am Italienisch-Türkischen Krieg und später am Ersten Weltkrieg teil und war einer der höchst dekorierten Generäle Italiens. 1917 wurde er bei den Kämpfen bei Vittorio Veneto eingesetzt. Zum Kriegsende war er Divisionskommandeur. In dieser Funktion wurde er 1920 gegen Albanien eingesetzt.
Beim Marsch auf Rom 1922 und der folgenden Machtübernahme Mussolinis und der von ihm geführten faschistischen Bewegung war Pugliese Militärkommandant von Rom. Er versuchte, den Umsturz durch die Ausrufung des Notstands zu verhindern, aber der amtierende Ministerpräsident Luigi Facta wollte dies nicht unterstützen und widersetzte sich dem Drängen Puglieses. 1931 wurde er zum Befehlshaber von Sardinien ernannt und 1938 zum Generalleutnant und Korpskommandanten befördert und aufgrund der Altersgrenze in den Status eines Hilfskommandanten versetzt. Mit der Verabschiedung der Rassengesetze im November desselben Jahres wurde er beurlaubt und ihm wurde die italienische Staatsbürgerschaft entzogen.